# Mĩcere Gĩthae Mũgo
Mĩcere Gĩthae Mũgo, nata Madeleine Mĩcere Gĩthae (Baricho, 12 dicembre 1942 – Syracuse, 30 giugno 2023), è stata una drammaturga, scrittrice, attivista, insegnante e poetessa keniana con cittadinanza statunitense. Nel 1982 fu costretta all'esilio dal Kenya durante la dittatura di Daniel Arap Moi per attivismo e si trasferì prima nello Zimbabwe e successivamente negli Stati Uniti per insegnare letteratura al Dipartimento di studi afroamericani della Syracuse University. Pubblicò sei libri, un'opera teatrale scritta in collaborazione con Ngugi wa Thiong'o e tre monografie. L'East African Standard la inserì nel 2002 nella lista delle 100 persone più influenti del Kenya.
Nel 2021, la Royal African Society di Londra conferì a Mugo il premio alla carriera in letteratura africana.

## Biografia
Mũgo nacque nel dicembre 1942 a Baricho, nel distretto di Kirinyaga, in Kenya. Figlia di due insegnanti progressisti - il capo senior Richard Karuga Gĩthae e Mwalimu Grace Njeri Gĩthae - politicamente attivi nella lotta per l'indipendenza del Kenya.
Mũgo frequentò la Alliance Girls' High School dal 1957 al 1960. Nel 1966 si laureò alla Makerere University. Nel settembre di quell'anno si iscrisse all'Università di Nairobi per poi partire per il Canada per frequentare nel 1969 l'Università del New Brunswick, dove conseguì il master e il dottorato nel 1973. Nello stesso anno ritornò in Kenya iniziando ad insegnare all'Università di Nairobi; nel 1978 divenne preside della Facoltà di Lettere e Scienze Sociali, diventando così la prima preside donna di una facoltà in Kenya. Insegnò all'Università di Nairobi fino al 1982, quindi alla St. Lawrence University (1982–1984), poi all'Università dello Zimbabwe (1984–1991) diventando nel 1992 visiting professor alla Cornell University.

### Esilio
Mũgo fu un'attivista politica che lottava contro le violazioni dei diritti umani in Kenya. Il suo attivismo la portò ad essere molestata dalla polizia e arrestata. Mũgo e la sua famiglia (comprese due giovani figlie, Mũmbi wa Mũgo e Njeri Kũi Mũgo, nate dal suo matrimonio finito con un divorzio) furono costrette a lasciare il Kenya nel 1982 dopo il tentativo di colpo di stato del governo di Daniel Arap Moi, in seguito al quale divenne bersaglio di vessazioni da parte del governo. Venne privata della cittadinanza keniota, ma dopo un anno il governo dello Zimbabwe la invitò a richiedere la cittadinanza dello Zimbabwe. La mantenne fino alla metà degli anni '90, quando riacquistò la cittadinanza keniota oltre ad avere quella statunitense. 
Dopo aver lasciato il Kenya, lavorò, scrisse e insegnò all'estero. In seguito disse: "Sono ua figlia dell'universo, ho vissuto in quasi tutti i continenti".
La poesia "Speaking of Hurricanes" di Ama Ata Aidoo, inclusa nella raccolta di Aidoo del 1992 An Angry Letter in January, fu scritta "per Micere Mugo e tutti gli altri esuli africani".

### Negli Stati Uniti
Nel 1993, ritornata negli Stati Uniti, Mũgo insegnò alla Syracuse University scrittura creativa, letteratura caraibica e metodi di ricerca presso il Dipartimento di studi afroamericani (AAS). Nel 2007, le fu assegnato assegnato il "Laura J. and L. Douglas Meredith Professor for Teaching Excellence". Nel 2013, mentre era alla Syracuse University, partecipò alla conferenza della Commissione sullo status delle donne (CSW) presso le Nazioni Unite; il tema era: "L'eliminazione e la prevenzione della violenza contro le donne e le ragazze". Nel suo intervento affermò: "La scrittura può essere un'ancora di salvezza, soprattutto quando la tua esistenza è stata negata, soprattutto quando sei stato lasciato ai margini, soprattutto quando la tua vita e il tuo processo di crescita sono stati sottoposti a tentativi di strangolamento".
Dopo 22 anni di servizio, Mũgo andò in pensione nel 2015. Nello stesso anno partecipò alla conferenza internazionale sugli scrittori africani, intitolata "Artisti e scrittori della letteratura orale africana che danno vita alle visioni umanizzanti Sankofa di Utu, Ubuntu e Giustizia per tutti", presso l'Università del Sudafrica (UNISA) nell'ambito della quarta Conferenza internazionale degli scrittori africani del secolo.
Nel 2021, la Royal African Society di Londra le conferì il premio alla carriera "Africa Writes" in letteratura africana, il primo destinatario fu Margaret Busby nel 2019.
Mũgo fu la fondatrice della United Women of Africa Organization (UWAO) e co-fondatrice e presidente (al momento della sua morte) della Comunità panafricana di New York (PACCNY). Fu relatrice ufficiale di Amnesty International, consulente per la serie "Africa on the Horizon" di Blackside, membro del consiglio dell'Università di Riara, ex presidente del consiglio di amministrazione del Southern Africa Regional Institute for Policy Studies (SARIPS) a Harare. Fu consulente anche per molte fondazioni e nel consiglio di amministrazione di molte riviste e organizzazioni.

### Morte
Mũgo, che aveva parlato apertamente della sua battaglia di 16 anni contro il cancro al mieloma multiplo, morì il 30 giugno 2023, all'età di 81 anni, a Syracuse, New York.

## Opere
Il lavoro di Mũgo ebbe generalmente una prospettiva tradizionale africana, panafricana e femminista e si ispirò fortemente alle tradizioni culturali indigene africane. Mũgo e il collega scrittore attivista keniano Ngugi wa Thiong'o scrissero insieme l'opera teatrale The Trial of Dedan Kimathi, pubblicata nel 1977 e rappresentata al FESTAC 77 a Lagos, in Nigeria. Collaborò anche con lo scrittore dello Zimbabwe Shimmer Chinodya nel montaggio di opere teatrali e storie per adolescenti in lingua shona. 

### Teatro
- The Long Illness of Ex-Chief Kiti, East African Literature Bureau, 1976
- The Trial of Dedan Kimathi (insieme a Ngũgĩ wa Thiong'o), Heinemann, 1977

### Poesia
- Daughter of My People, Sing!, East African Literature Bureau, 1976
- My Mother's Song and Other Poems, East African Educational Publishers, 1994

### Critica letteraria
- Visions of Africa: The Fiction of Chinua Achebe, Margaret Laurence, Elspeth Huxley, and Ngũgĩ wa Thiong'o, Kenya Literature Bureau, 1978
- African Orature and Human Rights, National University of Lesotho, 1991
- The imperative of Utu / Ubuntu in Africana scholarship, Daraja Press, 2021

### Autobiografia
- Writing & Speaking from the Heart of My Mind, Africa World Press, 2012